# Lijst van voetbalinterlands Litouwen - Servië
Deze lijst van voetbalinterlands is een overzicht van alle officiële voetbalwedstrijden tussen de nationale teams van Litouwen en Servië. De landen speelden tot op heden acht keer tegen elkaar. De eerst ontmoeting, een kwalificatiewedstrijd voor het Wereldkampioenschap voetbal 2010, werd gespeeld in Belgrado op 11 oktober 2008. Het laatste duel, een kwalificatiewedstrijd voor het Europees kampioenschap voetbal 2024, vond plaats op 10 september 2023 in Kaunas.

## Wedstrijden
| № | Plaats      | Datum             | Competitie                  | Wedstrijd         | Uitslag |
| - | ----------- | ----------------- | --------------------------- | ----------------- | ------- |
| 1 | Belgrado    | 11 oktober 2008   | WK 2010 kwalificatie        | Servië – Litouwen | 3 – 0   |
| 2 | Marijampolė | 14 oktober 2009   | WK 2010 kwalificatie        | Litouwen – Servië | 2 – 1   |
| 3 | Vilnius     | 7 september 2018  | UEFA Nations League 2018/19 | Litouwen – Servië | 0 – 1   |
| 4 | Belgrado    | 20 november 2018  | UEFA Nations League 2018/19 | Servië – Litouwen | 4 − 1   |
| 5 | Belgrado    | 10 juni 2019      | EK 2020 kwalificatie        | Servië – Litouwen | 4 – 1   |
| 6 | Vilnius     | 14 oktober 2019   | EK 2020 kwalificatie        | Litouwen − Servië | 1 − 2   |
| 7 | Belgrado    | 24 maart 2023     | EK 2024 kwalificatie        | Servië − Litouwen | 2 − 0   |
| 8 | Kaunas      | 10 september 2023 | EK 2024 kwalificatie        | Litouwen − Servië | 0 − 3   |

## Samenvatting
| Competitie          | Totaal gespeeld | Winst Litouwen | Gelijk | Winst Servië | Doelsaldo Litouwen – Servië |
| ------------------- | --------------- | -------------- | ------ | ------------ | --------------------------- |
| WK-kwalificatie     | 2               | 1              | 0      | 1            | 2 − 4                       |
| EK-kwalificatie     | 4               | 0              | 0      | 4            | 2 − 11                      |
| UEFA Nations League | 2               | 0              | 0      | 2            | 1 − 5                       |
| Totaal              | 8               | 1              | 0      | 7            | 5 − 20                      |

## Details

### Eerste ontmoeting
| WK 2010 kwalificatie (Belgrado, Servië, 11 oktober 2008): |       |          |
| Servië                                                    | 3 – 0 | Litouwen |
| Branislav Ivanović 6' Miloš Krasić 34' Nikola Žigić 82'   | goals |          |

### Tweede ontmoeting
| WK 2010 kwalificatie (Marijampolė, Litouwen, 14 oktober 2009): |       |                 |
| Litouwen                                                       | 2 – 1 | Servië          |
| Mindaugas Kalonas 20' (pen.) Marius Stankevičius 68' (pen.)    | goals | 59' Zoran Tošić |